# Liste der Baudenkmäler in Mönchengladbach (Denkmäler K–M)
Die Liste der Baudenkmäler in Mönchengladbach (Denkmäler K–M) enthält die denkmalgeschützten Bauwerke auf dem Gebiet der Stadt Mönchengladbach in Nordrhein-Westfalen (Stand: 8. Juni 2021). Diese Baudenkmäler sind in der Denkmalliste der Stadt Mönchengladbach eingetragen; Grundlage für die Aufnahme ist das Denkmalschutzgesetz Nordrhein-Westfalen (DSchG NRW).

Baudenkmäler sind „Denkmäler, die aus baulichen Anlagen oder Teilen baulicher Anlagen bestehen“.
Die Denkmalliste der Stadt Mönchengladbach umfasst 1000 Baudenkmäler, darunter 651 Wohnhäuser, 79 Wohn- und Geschäftshäuser, 65 Kirchen, Kapellen oder Klöster, 62 öffentliche Gebäude, 45 Kleindenkmäler, 39 Hofanlagen, 18 Wehranlagen, Burgen oder Adelssitze, 17 Geschäftshäuser, Verwaltungsgebäude oder handwerkliche Betriebe, 16 Industrieanlagen sowie acht Friedhöfe.

## Baudenkmäler
Die Liste umfasst, falls vorhanden, eine Fotografie des Denkmals, als Bezeichnung falls vorhanden den Namen, sonst kursiv den Gebäudetyp, den Ortsteil in der das Baudenkmal liegt und die Adresse, das Datum der Unterschutzstellung und die Eintragungsnummer der unteren Denkmalbehörde der Stadt Mönchengladbach. Der Name entspricht dabei der Bezeichnung durch die untere Denkmalbehörde der Stadt Mönchengladbach. Abkürzungen wurden zum besseren Verständnis aufgelöst, die Typografie an die in der Wikipedia übliche angepasst und Tippfehler korrigiert.
| Bild                                           | Bezeichnung                                    | Lage                                                                               | Beschreibung | Bauzeit                                                                                | Denkmal- nummer | Eintragung Aktenzeichen |
| ---------------------------------------------- | ---------------------------------------------- | ---------------------------------------------------------------------------------- | --- | -------------------------------------------------------------------------------------- | --------------- | ----------------------- |
| Wohngeschäftshaus Windthorst-Haus              | Wohngeschäftshaus Windthorst-Haus              | Kyffhäuserstraße 5 Windthorststraße 13 Lage                                        | Siehe Windthorst-Haus | Anfang des 20. Jahrhunderts                                                            | K 001           | 4. Dezember 1984        |
| Wohnhaus                                       | Wohnhaus                                       | Keplerstraße 61 Lage                                                               | Siehe Keplerstraße 61 (Mönchengladbach) | Anfang des 20. Jahrhunderts                                                            | K 002           | 4. Dezember 1984        |
| Wohnhaus                                       | Wohnhaus                                       | Kaiserstraße 56 Lage                                                               | Siehe Kaiserstraße 56 (Mönchengladbach) | Jahrhundertwende                                                                       | K 003           | 4. Dezember 1984        |
| Wohnhaus                                       | Wohnhaus                                       | Königstraße 61 Lage                                                                | Siehe Königstraße 61 (Mönchengladbach) | Jahrhundertwende                                                                       | K 004           | 4. Dezember 1984        |
| Wohnhaus                                       | Wohnhaus                                       | Kaiserstraße 49 Lage                                                               | Siehe Kaiserstraße 49 (Mönchengladbach) | Ende des 19. Jahrhunderts                                                              | K 005           | 4. Dezember 1984        |
| Wohnhaus                                       | Wohnhaus                                       | Kaiserstraße 64 Lage                                                               | Siehe Kaiserstraße 64 (Mönchengladbach) | 1888                                                                                   | K 006           | 4. Dezember 1984        |
| Wohnhaus                                       | Wohnhaus                                       | Kaiserstraße 60 Lage                                                               | Siehe Kaiserstraße 60 (Mönchengladbach) | Jahrhundertwende                                                                       | K 007           | 4. Dezember 1984        |
| Wohnhaus                                       | Wohnhaus                                       | Kurfürstenstraße 11 Lage                                                           | Siehe Kurfürstenstraße 11 (Mönchengladbach) | Jahrhundertwende                                                                       | K 008           | 4. Dezember 1984        |
| Wohnhaus                                       | Wohnhaus                                       | Krefelder Straße 115 Lage                                                          | Siehe Krefelder Straße 115 (Mönchengladbach) | nach der Jahrhundertwende                                                              | K 009           | 4. Dezember 1984        |
| Wohngeschäftshaus                              | Wohngeschäftshaus                              | Kaiserstraße 132 Lage                                                              | Siehe Kaiserstraße 132 (Mönchengladbach) | Jahrhundertwende                                                                       | K 010           | 4. Dezember 1984        |
| Wohnhaus                                       | Wohnhaus                                       | Kampstraße 6 Lage                                                                  | Siehe Kampstraße 6 (Mönchengladbach) | Anfang des 20. Jahrhunderts                                                            | K 011           | 4. Dezember 1984        |
| Wohnhaus                                       | Wohnhaus                                       | Keplerstraße 111 Lage                                                              | Siehe Keplerstraße 111 (Mönchengladbach) | Anfang des 20. Jahrhunderts                                                            | K 012           | 4. Dezember 1984        |
| Wohnhaus                                       | Wohnhaus                                       | Kaiserstraße 78 Lage                                                               | Siehe Kaiserstraße 78 (Mönchengladbach) | Jahrhundertwende                                                                       | K 013           | 4. Dezember 1984        |
| Wohnhaus; Fabrikantenvilla                     | Wohnhaus; Fabrikantenvilla                     | Konstantinstraße 283/285 Lage                                                      | Siehe Konstantinstraße 283 (Mönchengladbach) | 1921                                                                                   | K 014           | 4. Dezember 1984        |
| Wohnhaus                                       | Wohnhaus                                       | Kaiserstraße 159 Lage                                                              | Siehe Kaiserstraße 159 (Mönchengladbach) | Ende des 19. Jahrhunderts                                                              | K 015           | 4. Dezember 1984        |
| Wohngeschäftshaus                              | Wohngeschäftshaus                              | Knopsstraße 37–41 Lage                                                             | Siehe Knopsstraße 37–41 (Mönchengladbach) | Mitte des 19. Jahrhunderts                                                             | K 016           | 4. Dezember 1984        |
| Kirche                                         | Kirche                                         | Kapuzinerstraße 46 Lage                                                            | Siehe Christuskirche (Mönchengladbach) | 1845–1852                                                                              | K 017           | 4. Dezember 1984        |
| Wohnhaus                                       | Wohnhaus                                       | Kaiserstraße 171 Lage                                                              | Siehe Kaiserstraße 171 (Mönchengladbach) | nach 1890                                                                              | K 018           | 10. Dezember 1985       |
| Wohnhaus mit eingeschlossenem Anbau            | Wohnhaus mit eingeschlossenem Anbau            | Knopsstraße 43/45 Lage                                                             | Siehe Knopsstraße 43–45 (Mönchengladbach) | Wohnhaus 1879, Kindergarten 1905                                                       | K 019           | 14. Mai 1985            |
| Hofanlage                                      | Hofanlage                                      | Krefelder Straße 726 Lage                                                          | Siehe Krefelder Straße 726 (Mönchengladbach) | 1792                                                                                   | K 020           | 10. Dezember 1985       |
| evangelisches Pfarrhaus                        | evangelisches Pfarrhaus                        | Kapuzinerstraße 44 Lage                                                            | Siehe Kapuzinerstraße 44 (Mönchengladbach) | Jahrhundertwende                                                                       | K 021           | 24. September 1985      |
| Wohnhaus                                       | Wohnhaus                                       | Kaiserstraße 108 Lage                                                              | Siehe Kaiserstraße 108 (Mönchengladbach) | 1905                                                                                   | K 022           | 24. September 1985      |
| Altes Pfarrhaus                                | Altes Pfarrhaus                                | Konstantinplatz 1 Lage                                                             | Siehe Konstantinplatz 1 (Mönchengladbach) | 1893                                                                                   | K 023           | 24. September 1985      |
| Rathaus Giesenkirchen                          | Rathaus Giesenkirchen                          | Konstantinplatz 19 Lage                                                            | Siehe Konstantinplatz 19 (Mönchengladbach) | 1893                                                                                   | K 024           | 24. September 1985      |
| Rathaus Wickrath                               | Rathaus Wickrath                               | Klosterstraße 8/10 Lage                                                            | Siehe Klosterstraße 8–10 (Mönchengladbach) | 18. Jh.                                                                                | K 025           | 24. September 1985      |
| Kirche                                         | Kirche                                         | Konstantinplatz 12 Lage                                                            | Siehe St. Gereon (Giesenkirchen) | 1907/1908                                                                              | K 026           | 24. September 1985      |
| Hotel Burgund                                  | Hotel Burgund                                  | Kaiserstraße 85 Lage                                                               | Siehe Hotel Burgund | 1893                                                                                   | K 027           | 10. Dezember 1985       |
| Wohnhaus                                       | Wohnhaus                                       | Kaiserstraße 106 Lage                                                              | Siehe Kaiserstraße 106 (Mönchengladbach) | 1900                                                                                   | K 028           | 10. Dezember 1985       |
| Kirche                                         | Kirche                                         | Keplerstraße 75 a Lage                                                             | Siehe St. Josef (Rheydt) | 1903/1905                                                                              | K 029           | 14. Oktober 1986        |
| Fachwerkhaus                                   | Fachwerkhaus                                   | Kinkelbach 17 Lage                                                                 | Siehe Kinkelbach 17 (Mönchengladbach) | 18. Jh.                                                                                | K 030           | 14. Oktober 1986        |
| Fachwerkhaus                                   | Fachwerkhaus                                   | Kinkelbach 23 Lage                                                                 | Siehe Kinkelbach 23 (Mönchengladbach) | 18. und 19. Jahrhundert                                                                | K 031 a         | 14. Oktober 1986        |
| Wohnhaus                                       | Wohnhaus                                       | Kaiserstraße 155 Lage                                                              | Siehe Kaiserstraße 155 (Mönchengladbach) | vor der Jahrhundertwende                                                               | K 032           | 14. Oktober 1986        |
| Verwaltungsgebäude                             | Verwaltungsgebäude                             | Klosterstraße 12/12a/12b Lage                                                      | Siehe Klosterstraße 12, 12a, 12b (Mönchengladbach) | 15. Jh.                                                                                | K 033           | 2. Juni 1987            |
| Kapelle                                        | Kapelle                                        | Kothausen 18 Lage                                                                  | Siehe Zum hl. Antonius von Padua und Rochus | 18. Jh.                                                                                | K 034           | 2. Juni 1987            |
| Drei-Heister-Kapelle                           | Drei-Heister-Kapelle                           | Krefelder Straße 371 Lage                                                          | Siehe Drei-Heister-Kapelle | 2. Hälfte des 19. Jahrhunderts                                                         | K 035           | 2. Juni 1987            |
| Wohnhaus                                       | Wohnhaus                                       | Klosterstraße 19/21 Lage                                                           | Siehe Klosterstraße 19–21 (Mönchengladbach) | 15. Jh.                                                                                | K 036           | 15. Dezember 1987       |
| Wohnhaus                                       | Wohnhaus                                       | Kuckumer Straße 21 Lage                                                            | Siehe Kuckumer Straße 21 (Mönchengladbach) | Mitte des 19. Jahrhunderts                                                             | K 037           | 13. September 1988      |
| Wohnhaus                                       | Wohnhaus                                       | Künkelstraße 9 Lage                                                                | Siehe Künkelstraße 9 (Mönchengladbach) | nach 1910                                                                              | K 039           | 26. Januar 1989         |
| ehemaliges Eichamt                             | ehemaliges Eichamt                             | Korschenbroicher Straße 3 Lage                                                     | Siehe Korschenbroicher Straße 3 | nach 1914/1915                                                                         | K 040           | 15. März 1989           |
| Fabrikgebäude, Nebengebäude                    | Fabrikgebäude, Nebengebäude                    | Konstantinstraße 16 Lage                                                           | Siehe Konstantinstraße 16 (Mönchengladbach) | nach 1914/1915                                                                         | K 041           | 22. März 1989           |
| Backstein-Hofanlage                            | Backstein-Hofanlage                            | Kothausen 12 Lage                                                                  | Siehe Kothausen 12 | 1. Hälfte des 18. Jahrhunderts                                                         | K 042           | 8. März 1990            |
| Wohnhaus                                       | Wohnhaus                                       | Konstantinstraße 78 Lage                                                           | Siehe Konstantinstraße 78 (Mönchengladbach) | 1901                                                                                   | K 043           | 13. Juni 1990           |
| Wohnhaus                                       | Wohnhaus                                       | Konstantinstraße 80 Lage                                                           | Siehe Konstantinstraße 80 (Mönchengladbach) | 1900                                                                                   | K 044           | 13. Juni 1990           |
| Wohngeschäftshaus                              | Wohngeschäftshaus                              | Kapuzinerstraße 42 Lage                                                            | Siehe Kapuzinerstraße 42 (Mönchengladbach) | 1. Hälfte des 18. Jahrhunderts                                                         | K 045           | 27. Februar 1991        |
| Wohnhaus                                       | Wohnhaus                                       | Klosterstraße 15 Lage                                                              | Siehe Klosterstraße 15 (Mönchengladbach) | Ende des 17. Jahrhunderts                                                              | K 046           | 30. Januar 1992         |
| Wohnhaus                                       | Wohnhaus                                       | Kaiserstraße 50 Lage                                                               | Siehe Kaiserstraße 50 (Mönchengladbach) | 1888                                                                                   | K 047           | 27. Februar 1991        |
| Wohnhaus                                       | Wohnhaus                                       | Kaiserstraße 58 Lage                                                               | Siehe Kaiserstraße 58 (Mönchengladbach) | 1888                                                                                   | K 048           | 27. Februar 1991        |
| Wohnhaus                                       | Wohnhaus                                       | Kaiserstraße 65 Lage                                                               | Siehe Kaiserstraße 65 (Mönchengladbach) | 1894                                                                                   | K 049           | 27. Februar 1991        |
| Wohnhaus                                       | Wohnhaus                                       | Kaiserstraße 66 Lage                                                               | Siehe Kaiserstraße 66 (Mönchengladbach) | 1905                                                                                   | K 050           | 27. Februar 1991        |
| Wohngeschäftshaus                              | Wohngeschäftshaus                              | Kaiserstraße 68 Lage                                                               | Siehe Kaiserstraße 68 (Mönchengladbach) | 1905                                                                                   | K 051           | 27. Februar 1991        |
| Wohnhaus                                       | Wohnhaus                                       | Kaiserstraße 69 Lage                                                               | Siehe Kaiserstraße 69 (Mönchengladbach) | 1896                                                                                   | K 052           | 27. Februar 1991        |
| Wohnhaus                                       | Wohnhaus                                       | Kaiserstraße 71 Lage                                                               | Siehe Kaiserstraße 71 (Mönchengladbach) | 1905                                                                                   | K 053           | 27. Februar 1991        |
| Wohngeschäftshaus                              | Wohngeschäftshaus                              | Kaiserstraße 73 Lage                                                               | Siehe Kaiserstraße 73 (Mönchengladbach) | 1901                                                                                   | K 054           | 27. Februar 1991        |
| weitere Bilder                                 | Kirche                                         | Kirchplatz 14 Lage                                                                 | Siehe St. Mariä Himmelfahrt (Gladbach) | 13. Jahrhundert, 2. Hälfte 15. Jahrhundert (1469–1533)                                 | K 055           | 5. Februar 1992         |
| Hofanlage                                      | Hofanlage                                      | Kuckumer Straße 22 Lage                                                            | Siehe Kuckumer Straße 22 (Mönchengladbach) | 1722, vor 1823 regional                                                                | K 056           | 18. August 1994         |
| Dampfpumpe mit Unterflurbereich                | Dampfpumpe mit Unterflurbereich                | Kaldenkirchener Straße 256 Lage                                                    | Siehe Kaldenkircher Straße 250 (Mönchengladbach) | 1903/1904                                                                              | K 057           | 22. Dezember 1992       |
| Hofanlage                                      | Hofanlage                                      | Kühlenhof 3 Lage                                                                   | Siehe Kühlenhof 3 (Mönchengladbach) | Anfang des 20. Jahrhunderts                                                            | K 058           | 24. Oktober 2001        |
| Schule                                         | Schule                                         | Kleinenbroicher Straße 22 Lage                                                     | Siehe Schule Giesenkirchen | 1902                                                                                   | K 059           | 16. September 1993      |
| Backstein-Hofanlage                            | Backstein-Hofanlage                            | Kühlenhof 1/2 Lage                                                                 | Siehe Kühlenhof 1–2 (Mönchengladbach) | Anfang des 20. Jahrhunderts                                                            | K 060           | 24. Oktober 2001        |
| Wohnhaus                                       | Wohnhaus                                       | Kaiserstraße 102 Lage                                                              | Siehe Kaiserstraße 102 (Mönchengladbach) | 1905                                                                                   | K 061           | 27. Februar 1991        |
| Kirche                                         | Kirche                                         | Kamillianerstraße 40 Lage                                                          | Siehe St. Kamillus (Mönchengladbach) | 1929/1931                                                                              | K 062           | 24. Juni 1992           |
| Wohnhaus                                       | Wohnhaus                                       | Kaiserstraße 104 Lage                                                              | Siehe Kaiserstraße 104 (Mönchengladbach) | 1902                                                                                   | K 063           | 27. Februar 1991        |
| jüdischer Friedhof                             | jüdischer Friedhof                             | Kamphausener Straße Lage                                                           | Siehe Jüdischer Friedhof (Odenkirchen) | 1840                                                                                   | K 064           | 3. Juni 1993            |
| Wohnhaus                                       | Wohnhaus                                       | Kaiserstraße 133 Lage                                                              | Siehe Kaiserstraße 133 (Mönchengladbach) | 1906                                                                                   | K 065           | 27. Februar 1991        |
| Wohnhaus                                       | Wohnhaus                                       | Kaiserstraße 143 Lage                                                              | Siehe Kaiserstraße 143 (Mönchengladbach) | 1903                                                                                   | K 066           | 27. Februar 1991        |
| Wohnhaus                                       | Wohnhaus                                       | Kaiserstraße 145 Lage                                                              | Siehe Kaiserstraße 145 (Mönchengladbach) | 1903                                                                                   | K 067           | 27. Februar 1991        |
| Wohnhaus                                       | Wohnhaus                                       | Kaiserstraße 147 Lage                                                              | Siehe Kaiserstraße 147 (Mönchengladbach) | um 1900                                                                                | K 068           | 27. Februar 1991        |
| Wohnhaus                                       | Wohnhaus                                       | Kaiserstraße 149 Lage                                                              | Siehe Kaiserstraße 149 (Mönchengladbach) | 1900                                                                                   | K 069           | 27. Februar 1991        |
| Wohnhaus                                       | Wohnhaus                                       | Kaiserstraße 151 Lage                                                              | Siehe Kaiserstraße 151 (Mönchengladbach) | ca.1930                                                                                | K 070           | 27. Februar 1991        |
| Wegekreuz                                      | Wegekreuz                                      | Klusenstraße Lage                                                                  | Siehe Wegekreuz Klusenstraße | 1857                                                                                   | K 071           | 15. September 1993      |
| Wohnhaus                                       | Wohnhaus                                       | Kaiserstraße 158 Lage                                                              | Siehe Kaiserstraße 158 (Mönchengladbach) | vor 1900                                                                               | K 072           | 27. Februar 1991        |
| Wohnhaus                                       | Wohnhaus                                       | Kaiserstraße 161 Lage                                                              | Siehe Kaiserstraße 161 (Mönchengladbach) | 1910                                                                                   | K 073           | 27. Februar 1991        |
| Wohnhaus                                       | Wohnhaus                                       | Konstantinstraße 174 Lage                                                          | Siehe Konstantinstraße 174 (Mönchengladbach) | 1903                                                                                   | K 074           | 16. September 1993      |
| Wohnhaus                                       | Wohnhaus                                       | Kaiserstraße 163 Lage                                                              | Siehe Kaiserstraße 163 (Mönchengladbach) | 1913/1914                                                                              | K 075           | 27. Februar 1991        |
| Wohnhaus                                       | Wohnhaus                                       | Konstantinstraße 176 Lage                                                          | Siehe Konstantinstraße 176 (Mönchengladbach) | 1910                                                                                   | K 076           | 16. September 1993      |
| Wohnhaus                                       | Wohnhaus                                       | Kaiserstraße 166 Lage                                                              | Siehe Kaiserstraße 166 (Mönchengladbach) | vor 1900                                                                               | K 077           | 27. Februar 1991        |
| Jugendheim mit Turnhalle                       | Jugendheim mit Turnhalle                       | Kleinenbroicher Straße 5 Lage                                                      | Siehe Kleinenbroicher Straße 5 (Mönchengladbach) | 1938                                                                                   | K 078           | 4. November 1993        |
| Wohnhaus                                       | Wohnhaus                                       | Kaiserstraße 173 Lage                                                              | Siehe Kaiserstraße 173 (Mönchengladbach) | um 1900                                                                                | K 079           | 27. Februar 1991        |
| Alte evangelische Friedhofskapelle             | Alte evangelische Friedhofskapelle             | Kirchhofstraße 42 Lage                                                             | Siehe Alte Friedhofskapelle Odenkirchen | 1875                                                                                   | K 080           | 14. März 1990           |
| neugotische evangelische Friedhofskapelle      | neugotische evangelische Friedhofskapelle      | Kirchhofstraße 42 Lage                                                             | Siehe Neugotische Friedhofskapelle Odenkirchen | 1900                                                                                   | K 081           | 14. März 1990           |
| Rittergut Wildenrath                           | Rittergut Wildenrath                           | Kuckumer Straße 61 Lage                                                            | Siehe Kuckumer Straße 61 (Mönchengladbach) | vor 1829                                                                               | K 082           | 8. August 1990          |
| Wegekreuz                                      | Wegekreuz                                      | Kothausen/Gladbacher Straße Lage                                                   | Siehe Wegekreuz Kothausen | 1909                                                                                   | K 083           | 10. Oktober 1995        |
| Hofanlage                                      | Hofanlage                                      | Klumpenstraße 45 Lage                                                              | Siehe Klumpenstraße 45 (Mönchengladbach) | 1. Hälfte des 19. Jahrhunderts                                                         | K 084           | 9. Oktober 1995         |
| Wohnanlage Marienhof                           | Wohnanlage Marienhof                           | Karmannsstraße 38–60 Lage                                                          | Siehe Karmannsstraße 38–60 (Mönchengladbach) | 1888                                                                                   | K 085           | 26. Oktober 2001        |
| Bahnsteigüberdachung mit Unterführung          | Bahnsteigüberdachung mit Unterführung          | Kohrbleiche 2 a Lage                                                               | Siehe Bahnsteigüberdachung Odenkirchen | 1912/1913                                                                              | K 086           | 23. Januar 2004         |
| Wohnhaus                                       | Wohnhaus                                       | Kirchplatz 6 Lage                                                                  | Siehe Kirchplatz 6 (Mönchengladbach) | 1. Hälfte des 19. Jahrhunderts                                                         | K 087           | 21. Juni 2006           |
| Wohnhaus                                       | Wohnhaus                                       | Kirchplatz 7 Lage                                                                  | Siehe Kirchplatz 7 (Mönchengladbach) | 1. Hälfte des 19. Jahrhunderts                                                         | K 088           | 21. Juni 2006           |
| Wohnhaus                                       | Wohnhaus                                       | Kirchplatz 8 Lage                                                                  | Siehe Kirchplatz 8 (Mönchengladbach) | 1. Hälfte des 19. Jahrhunderts                                                         | K 089           | 21. Juni 2006           |
| Wohnhaus                                       | Wohnhaus                                       | Kirchplatz 9 Lage                                                                  | Siehe Kirchplatz 9 (Mönchengladbach) | 1. Hälfte des 19. Jahrhunderts                                                         | K 090           | 21. Juni 2006           |
| Wohnhaus                                       | Wohnhaus                                       | Kirchplatz 10 Lage                                                                 | Siehe Kirchplatz 10 (Mönchengladbach) | 1. Hälfte des 19. Jahrhunderts                                                         | K 091           | 21. Juni 2006           |
| Wohnhaus                                       | Wohnhaus                                       | Kirchplatz 11 Lage                                                                 | Siehe Kirchplatz 11 (Mönchengladbach) | 1. Hälfte des 19. Jahrhunderts                                                         | K 092           | 21. Juni 2006           |
| Wohnhaus                                       | Wohnhaus                                       | Kleiner Driesch 10 Lage                                                            | Siehe Kleiner Driesch 10 (Mönchengladbach) | 2. Hälfte des 19. Jahrhunderts                                                         | K 093           | 6. März 2007            |
| jüdischer Friedhof                             | jüdischer Friedhof                             | Konstantinstraße Lage                                                              | Siehe Jüdischer Friedhof (Giesenkirchen) | 1882                                                                                   | K 094           | 31. Juli 2008           |
| Industriekomplex (ehemalige Baumwollspinnerei) | Industriekomplex (ehemalige Baumwollspinnerei) | Konstantinstraße 303 Lage                                                          | Siehe Konstantinstraße 303 (Mönchengladbach) | 1907                                                                                   | K 095           | 18. Mai 2010            |
| Kloster und Krankenhaus                        | Kloster und Krankenhaus                        | Kamillianerstraße 42 Lage                                                          | Siehe Kloster und Krankenhaus Dahl | 1929–1931                                                                              | K 096           | 17. Februar 2011        |
| Kriegerehrenmal                                | Kriegerehrenmal                                | Kölner Straße/Talstraße Lage                                                       | Siehe Kriegerehrenmal Sasserath | nach 1918, ergänzt nach 1945                                                           | K 097           | 24. Juli 2012           |
| Wohnhaus                                       | Wohnhaus                                       | Konstantinstraße 74–76 Lage                                                        | ehemaliges Lehrerwohnhaus der Katholischen Westschule Giesenkirchen                                                                                                  |                                                                                        | K 098           | 29. August 2016         |
| Wohnhaus                                       | Wohnhaus                                       | Keplerstraße 63 Lage                                                               | |                                                                                        | K 099           | 27. Juli 2018           |
| Wohnhaus                                       | Wohnhaus                                       | Lessingstraße 4 Lage                                                               | Siehe Lessingstraße 4 (Mönchengladbach) | 1903                                                                                   | L 001           | 4. Dezember 1984        |
| Wohnhaus                                       | Wohnhaus                                       | Lüpertzender Straße 15 Lage                                                        | Siehe Lüpertzender Straße 15 (Mönchengladbach) | Anfang des 20. Jahrhunderts                                                            | L 002           | 4. Dezember 1984        |
| Wohnhaus                                       | Wohnhaus                                       | Lüpertzender Straße 32 Lage                                                        | Siehe Lüpertzender Straße 32 (Mönchengladbach) | 1902                                                                                   | L 003           | 4. Dezember 1984        |
| Wohnhaus                                       | Wohnhaus                                       | Lüpertzender Straße 13 Lage                                                        | Siehe Lüpertzender Straße 13 (Mönchengladbach) | Anfang des 20. Jahrhunderts                                                            | L 004           | 4. Dezember 1984        |
| Wohnhaus                                       | Wohnhaus                                       | Lindenstraße 29 Lage                                                               | Siehe Lindenstraße 29 (Mönchengladbach) | Anfang des 20. Jahrhunderts                                                            | L 005           | 4. Dezember 1984        |
| Wohnhaus                                       | Wohnhaus                                       | Ludwigstraße 11 Lage                                                               | Siehe Ludwigstraße 11 (Mönchengladbach) | vor der Jahrhundertwende                                                               | L 006           | 4. Dezember 1984        |
| Wohnhaus                                       | Wohnhaus                                       | Luisenstraße 178 Lage                                                              | Siehe Luisenstraße 178 (Mönchengladbach) | Jahrhundertwende                                                                       | L 007           | 4. Dezember 1984        |
| Wohngeschäftshaus                              | Wohngeschäftshaus                              | Lessingstraße 11 a Goethestraße 17 b Lage                                          | Siehe Lessingstraße 11a (Mönchengladbach) | Jahrhundertwende                                                                       | L 008           | 4. Dezember 1984        |
| Wohnhaus                                       | Wohnhaus                                       | Luisenstraße 172 Lage                                                              | Siehe Luisenstraße 172 (Mönchengladbach) | 1905                                                                                   | L 009           | 4. Dezember 1984        |
| Fachwerkhaus                                   | Fachwerkhaus                                   | Loosenweg 193 Lage                                                                 | Siehe Loosenweg 193 (Mönchengladbach) | 18. bis 19. Jahrhundert                                                                | L 010           | 4. Dezember 1984        |
| Wohnhaus                                       | Wohnhaus                                       | Luisenstraße 186 Lage                                                              | Siehe Luisenstraße 186 (Mönchengladbach) | 1905                                                                                   | L 011           | 14. Mai 1985            |
| Haus Berggarten (ehemalige Schule)             | Haus Berggarten (ehemalige Schule)             | Lüpertzender Straße 85 Lage                                                        | Siehe Haus Berggarten | 1891                                                                                   | L 012           | 24. September 1985      |
| Rathaus Neuwerk                                | Rathaus Neuwerk                                | Liebfrauenstraße 50/52 Lage                                                        | Siehe Rathaus Neuwerk | 1905/1907                                                                              | L 013           | 24. September 1985      |
| Kapelle                                        | Kapelle                                        | Laurentiusstraße 56 Lage                                                           | Siehe Kapelle Buchholz | 1922                                                                                   | L 014           | 24. September 1985      |
| Waldklinik                                     | Waldklinik                                     | Louise-Gueury-Straße 400 Lage                                                      | Siehe Hardter Wald#Lungenheilstätte | 1903/1904                                                                              | L 015           | 15. Dezember 1987       |
| Kutscherhaus                                   | Kutscherhaus                                   | Louise-Gueury-Straße 410 Lage                                                      | Siehe Louise-Gueury-Straße 410 (Mönchengladbach) | 1903/1905                                                                              | L 016           | 15. Dezember 1987       |
| Wohnhaus                                       | Wohnhaus                                       | Louise-Gueury-Straße 420 Lage                                                      | Siehe Louise-Gueury-Straße 420 (Mönchengladbach) | 1903/1905                                                                              | L 017           | 15. Dezember 1987       |
| Wohngeschäftshaus                              | Wohngeschäftshaus                              | Lützowstraße 1 Lage                                                                | Siehe Lützowstraße 1 (Mönchengladbach) | Jahrhundertwende                                                                       | L 018           | 2. Juni 1987            |
| Waldschule                                     | Waldschule                                     | Heilstättenweg 240 Lage                                                            | Siehe Heilstättenweg 240 (Mönchengladbach) | 1906                                                                                   | L 019           | 15. Dezember 1987       |
| Wohnhaus                                       | Wohnhaus                                       | Ludwigstraße 13 Lage                                                               | Siehe Ludwigstraße 13 (Mönchengladbach) | vor der Jahrhundertwende                                                               | L 020           | 15. Dezember 1987       |
| Wohnhaus                                       | Wohnhaus                                       | Ludwigstraße 15 Lage                                                               | Siehe Ludwigstraße 15 (Mönchengladbach) | vor der Jahrhundertwende                                                               | L 021           | 15. Dezember 1987       |
| Wohnhaus                                       | Wohnhaus                                       | Ludwigstraße 19 Lage                                                               | Siehe Ludwigstraße 19 (Mönchengladbach) | vor der Jahrhundertwende                                                               | L 022           | 15. Dezember 1987       |
| Wohnhaus                                       | Wohnhaus                                       | Ludwigstraße 12 Lage                                                               | Siehe Ludwigstraße 12 (Mönchengladbach) | vor der Jahrhundertwende                                                               | L 023           | 15. Dezember 1987       |
| Wohnhaus                                       | Wohnhaus                                       | Ludwigstraße 14 Lage                                                               | Siehe Ludwigstraße 14 (Mönchengladbach) | vor der Jahrhundertwende                                                               | L 024           | 15. Dezember 1987       |
| Wohnhaus                                       | Wohnhaus                                       | Ludwigstraße 16 Lage                                                               | Siehe Ludwigstraße 16 (Mönchengladbach) | vor der Jahrhundertwende                                                               | L 025           | 15. Dezember 1987       |
| Wohnhaus                                       | Wohnhaus                                       | Ludwigstraße 18 Lage                                                               | Siehe Ludwigstraße 18 (Mönchengladbach) | Ende 19., Anfang des 20. Jahrhunderts                                                  | L 026           | 15. Dezember 1987       |
| Fachschule                                     | Fachschule                                     | Lürriper Straße 43 Lage                                                            | Siehe Lürriper Straße 43 (Mönchengladbach) | 1854/1855                                                                              | L 027           | 2. Juni 1987            |
| Wohnhaus                                       | Wohnhaus                                       | Ludwigstraße 10 Lage                                                               | Siehe Ludwigstraße 10 (Mönchengladbach) | 1901–1904                                                                              | L 028           | 13. September 1988      |
| Liegehalle                                     | Liegehalle                                     | Louise-Gueury-Straße 398 Lage                                                      | Siehe Louise-Gueury-Straße 398 (Mönchengladbach) | 1907/1908                                                                              | L 029           | 7. September 1988       |
| Ökonomiegebäude                                | Ökonomiegebäude                                | Louise-Gueury-Straße 396 Lage                                                      | Siehe Louise-Gueury-Straße 396 (Mönchengladbach) | 1919 u. 1939                                                                           | L 030           | 7. September 1988       |
| Wohnhaus                                       | Wohnhaus                                       | Lessingstraße 17 Lage                                                              | Siehe Lessingstraße 17 (Mönchengladbach) | 1903                                                                                   | L 031           | 26. Januar 1989         |
| Wohnhaus                                       | Wohnhaus                                       | Ludwigstraße 9 Lage                                                                | Siehe Ludwigstraße 9 (Mönchengladbach) | 1890                                                                                   | L 032           | 7. August 1990          |
| weitere Bilder                                 | Kirche                                         | Laurentiusplatz 9 Lage                                                             | Siehe St. Laurentius (Odenkirchen) | 1889–1891                                                                              | L 033           | 17. September 1991      |
| Wohnhaus                                       | Wohnhaus                                       | Lindenstraße 22 Lage                                                               | Siehe Lindenstraße 22 (Mönchengladbach) | 1925/1926                                                                              | L 034           | 7. Dezember 1994        |
| Wohnhaus und Garten                            | Wohnhaus und Garten                            | Luisenstraße 180 Lage                                                              | Siehe Luisenstraße 180 (Mönchengladbach) | 1902                                                                                   | L 036           | 17. November 1997       |
| Schule                                         | Schule                                         | Luisenstraße 123 Lage                                                              | Siehe Luisenstraße 123 (Mönchengladbach) | 1868                                                                                   | L 037           | 27. November 1997       |
| Wohnhaus                                       | Wohnhaus                                       | Luisenstraße 167 Lage                                                              | Siehe Luisenstraße 167 (Mönchengladbach) | 1908                                                                                   | L 038           | 21. Januar 1998         |
| Wohnhaus                                       | Wohnhaus                                       | Luisenstraße 169 Lage                                                              | Siehe Luisenstraße 169 (Mönchengladbach) | 1908                                                                                   | L 039           | 15. Januar 1998         |
| Wohnhaus                                       | Wohnhaus                                       | Luisenstraße 171 Lage                                                              | Siehe Luisenstraße 171 (Mönchengladbach) | 1908                                                                                   | L 040           | 10. Februar 1998        |
| Wohnhaus                                       | Wohnhaus                                       | Luisenstraße 173 Lage                                                              | Siehe Luisenstraße 173 (Mönchengladbach) | 1908                                                                                   | L 041           | 17. November 1997       |
| Pfarrzentrum Mariä Himmelfahrt                 | Pfarrzentrum Mariä Himmelfahrt                 | Liebfrauenstraße 10–16 a Lage                                                      | Siehe Liebfrauenstraße 10–16 (Mönchengladbach) | 1962                                                                                   | L 042           | 17. August 1998         |
| Kirche                                         | Kirche                                         | Liebfrauenstraße 18 Lage                                                           | Siehe St. Mariä Himmelfahrt (Neuwerk) | 1919                                                                                   | L 043           | 17. August 1998         |
| Wohnhaus                                       | Wohnhaus                                       | Lüpertzender Straße 16/18 Lage                                                     | Siehe Lüpertzender Straße 16/18 (Mönchengladbach) | 1924                                                                                   | L 044           | 30. Oktober 2001        |
| Wege- und Ablasskreuz                          | Wege- und Ablasskreuz                          | Luisental/Kohrstraße Lage                                                          | Siehe Wege- und Ablasskreuz Kohr | 1888                                                                                   | L 045           | 25. April 2007          |
| Wohnhaus                                       | Wohnhaus                                       | Mühlenstraße 219 Lage                                                              | Siehe Mühlenstraße 219 (Mönchengladbach) | Jahrhundertwende                                                                       | M 001           | 4. Dezember 1984        |
| Wohnhaus                                       | Wohnhaus                                       | Mühlenstraße 206 Lage                                                              | Siehe Mühlenstraße 206 (Mönchengladbach) | Jahrhundertwende                                                                       | M 002           | 4. Dezember 1984        |
| Wohnhaus                                       | Wohnhaus                                       | Marienkirchstraße 41 Lage                                                          | Siehe Marienkirchstraße 41 (Mönchengladbach) | Jahrhundertwende                                                                       | M 003           | 4. Dezember 1984        |
| Wohnhaus                                       | Wohnhaus                                       | Maarstraße 59 Lage                                                                 | Siehe Maarstraße 59 (Mönchengladbach) | Jahrhundertwende                                                                       | M 004           | 4. Dezember 1984        |
| Wohnhaus                                       | Wohnhaus                                       | Marienkirchstraße 39 Lage                                                          | Siehe Marienkirchstraße 39 (Mönchengladbach) | Jahrhundertwende                                                                       | M 005           | 4. Dezember 1984        |
| Wohngeschäftshaus                              | Wohngeschäftshaus                              | Margarethenstraße 34 Lage                                                          | Siehe Margarethenstraße 34 (Mönchengladbach) | Jahrhundertwende                                                                       | M 006           | 4. Dezember 1984        |
| Wohnhaus (Villa)                               | Wohnhaus (Villa)                               | Mozartstraße 20 Lage                                                               | Siehe Mozartstraße 20 (Mönchengladbach) | Anfang des 20. Jahrhunderts                                                            | M 007           | 4. Dezember 1984        |
| Wohngeschäftshaus                              | Wohngeschäftshaus                              | Marktstieg 20 Lage                                                                 | Siehe Marktstieg 20 (Mönchengladbach) | Ende des 19. Jahrhunderts                                                              | M 008           | 4. Dezember 1984        |
| Stadtvilla (ehemalige Villa Hecht)             | Stadtvilla (ehemalige Villa Hecht)             | Mozartstraße 19 Beethovenstraße 52 Lage                                            | Siehe Mozartstraße 19 (Mönchengladbach) | 1910                                                                                   | M 009           | 4. Dezember 1984        |
| Stadtvilla (Pavillon)                          | Stadtvilla (Pavillon)                          | Mozartstraße 19 a Lage                                                             | Siehe Mozartstraße 19a (Mönchengladbach) | 1916                                                                                   | M 010           | 4. Dezember 1984        |
| Windmühlenschaft                               | Windmühlenschaft                               | Mülforter Straße 27 a Lage                                                         | Siehe Mülforter Straße 27 a (Mönchengladbach) | Ende des 18. Jahrhunderts                                                              | M 011           | 4. Dezember 1984        |
| Wohnhaus (Stadtvilla)                          | Wohnhaus (Stadtvilla)                          | Mozartstraße 3 Lage                                                                | Siehe Mozartstraße 3 (Mönchengladbach) | Anfang des 20. Jahrhunderts                                                            | M 012           | 4. Dezember 1984        |
| Rathaus Rheydt (Hauptgebäude)                  | Rathaus Rheydt (Hauptgebäude)                  | Markt 11/12/13 Lage                                                                | Siehe Rathaus Rheydt | 1894–96                                                                                | M 013           | 14. Mai 1985            |
| evangelisches Gemeindeamt                      | evangelisches Gemeindeamt                      | Marktstieg 9 Lage                                                                  | Siehe Marktstieg 9 (Mönchengladbach) | 1878                                                                                   | M 014           | 24. September 1985      |
| Wohnhaus „Haus Maubach“                        | Wohnhaus „Haus Maubach“                        | Morr 14 Lage                                                                       | Siehe Morr 14 (Mönchengladbach) | Jahrhundertwende                                                                       | M 015           | 24. September 1985      |
| Wohnhaus                                       | Wohnhaus                                       | Marienkirchstraße 53 Lage                                                          | Siehe Marienkirchstraße 53 (Mönchengladbach) | 1890/1900                                                                              | M 016           | 14. Oktober 1986        |
| weitere Bilder                                 | Mönchengladbacher Münster                      | Münsterplatz 1 Abteistraße 41, 43/45 Lage                                          | Siehe Mönchengladbacher Münster | 1913                                                                                   | M 018           | 14. Oktober 1986        |
| Wohnhaus                                       | Wohnhaus                                       | Marienkirchstraße 3 Lage                                                           | Siehe Marienkirchstraße 3 (Mönchengladbach) | Jahrhundertwende                                                                       | M 019           | 14. Oktober 1986        |
| Wohnhaus                                       | Wohnhaus                                       | Marienkirchstraße 9 Lage                                                           | Siehe Marienkirchstraße 9 (Mönchengladbach) | Jahrhundertwende                                                                       | M 020           | 14. Oktober 1986        |
| Wasserturm                                     | Wasserturm                                     | Mennrather Straße 80 Lage                                                          | Siehe Wasserturm Rheindahlen | 1913                                                                                   | M 021           | 14. Oktober 1986        |
| Wohngeschäftshaus                              | Wohngeschäftshaus                              | Mühlenstraße 177/179 Lage                                                          | Siehe Mühlenstraße 177–179 (Mönchengladbach) | 1876                                                                                   | M 022           | 14. Oktober 1986        |
| Kapelle                                        | Kapelle                                        | Merreter 36 Lage                                                                   | Siehe St.-Bernhard-Kapelle (Mönchengladbach) | Ende des 19. Jahrhunderts                                                              | M 023           | 2. Juni 1987            |
| Wohnhaus                                       | Wohnhaus                                       | Mozartstraße 10 Lage                                                               | Siehe Mozartstraße 10 (Mönchengladbach) | 1913                                                                                   | M 024           | 17. Mai 1989            |
| Wohnhaus                                       | Wohnhaus                                       | Mozartstraße 18 Lage                                                               | Siehe Mozartstraße 18 (Mönchengladbach) | 1913                                                                                   | M 025           | 17. Mai 1989            |
| Stadtvilla                                     | Stadtvilla                                     | Mozartstraße 22 Lage                                                               | Siehe Mozartstraße 22 (Mönchengladbach) | 1912                                                                                   | M 026           | 17. Mai 1989            |
| Wohngeschäftshaus                              | Wohngeschäftshaus                              | Mühlenstraße 190 Lage                                                              | Siehe Mühlenstraße 190 (Mönchengladbach) | nach der Jahrhundertwende                                                              | M 027           | 15. Dezember 1987       |
| Wohnhaus                                       | Wohnhaus                                       | Mühlenstraße 192 Lage                                                              | Siehe Mühlenstraße 192 (Mönchengladbach) | um die Jahrhundertwende                                                                | M 028           | 15. Dezember 1987       |
| Wohneckhaus                                    | Wohneckhaus                                    | Mühlenstraße 194 Lage                                                              | Siehe Mühlenstraße 194 (Mönchengladbach) | 1901/02                                                                                | M 029           | 15. Dezember 1987       |
| Wohnhaus                                       | Wohnhaus                                       | Mühlenstraße 200 Lage                                                              | Siehe Mühlenstraße 200 (Mönchengladbach) | 1887                                                                                   | M 030           | 15. Dezember 1987       |
| Kirche                                         | Kirche                                         | Marienkirchstraße 2 Lage                                                           | Siehe St. Maria Rosenkranz (Mönchengladbach) | 1873                                                                                   | M 031           | 13. September 1988      |
| Wohnhaus (Doppelhaus)                          | Wohnhaus (Doppelhaus)                          | Mühlenstraße 218/220 Lage                                                          | Siehe Mühlenstraße 218/220 (Mönchengladbach) | 1911                                                                                   | M 032           | 15. Dezember 1987       |
| Wohnhaus                                       | Wohnhaus                                       | Marienkirchstraße 31 Lage                                                          | Siehe Marienkirchstraße 31 (Mönchengladbach) | 1898                                                                                   | M 033           | 26. Januar 1989         |
| Wohnhaus                                       | Wohnhaus                                       | Mülgaustraße 170 Lage                                                              | Siehe Mülgaustraße 170 (Mönchengladbach) | 1906                                                                                   | M 034           | 15. Dezember 1987       |
| Wohnhaus                                       | Wohnhaus                                       | Michelsstraße 1 Lage                                                               | Siehe Michelsstraße 1 (Mönchengladbach) | vor der Jahrhundertwende                                                               | M 035           | 15. Dezember 1987       |
| Wohnhaus                                       | Wohnhaus                                       | Mülgaustraße 5 Lage                                                                | Siehe Mülgaustraße 5 (Mönchengladbach) | 1877                                                                                   | M 036           | 15. Dezember 1987       |
| Wohn- und Bürohaus                             | Wohn- und Bürohaus                             | Mühlenstraße 197 Lage                                                              | Siehe Mühlenstraße 197 (Mönchengladbach) | 1902                                                                                   | M 037           | 15. Dezember 1987       |
| Wohnhaus                                       | Wohnhaus                                       | Mühlenstraße 208 Lage                                                              | Siehe Mühlenstraße 208 (Mönchengladbach) | 1913                                                                                   | M 038           | 15. Dezember 1987       |
| Wohnhaus                                       | Wohnhaus                                       | Mühlenstraße 153 Lage                                                              | Siehe Mühlenstraße 153 (Mönchengladbach) | 1898                                                                                   | M 040           | 12. Juni 1989           |
| Wohnhaus                                       | Wohnhaus                                       | Marienkirchstraße 11 Lage                                                          | Siehe Marienkirchstraße 11 (Mönchengladbach) | Jahrhundertwende                                                                       | M 041           | 26. Januar 1989         |
| Wohnhaus                                       | Wohnhaus                                       | Marienkirchstraße 31 a Lage                                                        | Siehe Marienkirchstraße 31a (Mönchengladbach) | 1898                                                                                   | M 042           | 26. Januar 1989         |
| Stadtvilla                                     | Stadtvilla                                     | Mozartstraße 9 Lage                                                                | Siehe Mozartstraße 9 (Mönchengladbach) | 1910                                                                                   | M 043           | 17. Mai 1989            |
| Stadtvilla                                     | Stadtvilla                                     | Mozartstraße 11 Lage                                                               | Siehe Mozartstraße 11 (Mönchengladbach) | 1922                                                                                   | M 044           | 17. Mai 1989            |
| Wohnhaus                                       | Wohnhaus                                       | Marktfeldstraße 132 Lage                                                           | Siehe Marktfeldstraße 132 (Mönchengladbach) | Anfang des 20. Jahrhunderts                                                            | M 045           | 7. August 1990          |
| Wohnhaus                                       | Wohnhaus                                       | Mülforter Straße 158 Eberhardstraße 20 Lage                                        | Siehe Mülforter Straße 158 (Mönchengladbach) | 1900                                                                                   | M 046           | 15. März 1990           |
| Wohnhaus                                       | Wohnhaus                                       | Margarethenstraße 37 Lage                                                          | Siehe Margarethenstraße 37 (Mönchengladbach) | 1905                                                                                   | M 047           | 7. August 1990          |
| Fachwerkhofanlage                              | Fachwerkhofanlage                              | Merreter 51 Lage                                                                   | Siehe Merreter 51 | 1700                                                                                   | M 048           | 22. November 1990       |
| Kirche                                         | Kirche                                         | Mürrigerstraße 4 Lage                                                              | Siehe St. Maria Empfängnis (Venn) | 1867–1869, Erweiterung 1907–1908                                                       | M 049           | 17. September 1991      |
| weitere Bilder                                 | Gymnasium                                      | Mülgaustraße 43 Lage                                                               | Siehe Gymnasium Odenkirchen | 1912–1914                                                                              | M 050           | 29. August 1994         |
| Wohnhaus                                       | Wohnhaus                                       | Mülgaustraße 2 Lage                                                                | Siehe Mülgaustraße 2 (Mönchengladbach) | 1890                                                                                   | M 051           | 7. September 1993       |
| Gedenkbüste                                    | Gedenkbüste                                    | Maarplatz Lage                                                                     | Siehe Bronzebüste Wilhelm I. (Geneicken) | 1893                                                                                   | M 053           | 6. Dezember 1994        |
| Hochkreuz                                      | Hochkreuz                                      | Mürrigerstraße/Grottenweg Lage                                                     | Siehe Hochkreuz (Venn) | 1885                                                                                   | M 054           | 7. Januar 1997          |
| Nonnenmühle                                    | Nonnenmühle                                    | Myllendonker Straße 284/286 Lage                                                   | Siehe Nonnenmühle (Niers) | 19. Jh.                                                                                | M 055           | 4. April 2002           |
| Pfarrhaus                                      | Pfarrhaus                                      | Mürrigerstraße 6 Lage                                                              | Siehe Mürrigerstraße 6 (Mönchengladbach) | 1868/1869                                                                              | M 056           | 7. Juli 2003            |
| Altenpflegeheim                                | Altenpflegeheim                                | Manderscheider Straße 22 Lage                                                      | Siehe Manderscheider Straße 22 (Mönchengladbach) | 1927–1929                                                                              | M 057           | 15. Dezember 1987       |
| Wohnhaus                                       | Wohnhaus                                       | Manderscheider Straße 24/26 Lage                                                   | Siehe Manderscheider Straße 24 (Mönchengladbach) | 1927–1929                                                                              | M 058           | 24. September 1985      |
| Wohngebäude                                    | Wohngebäude                                    | Moosheide 109 Lage                                                                 | Siehe Moosheide 109 (Mönchengladbach) | 1927/28                                                                                | M 059           | 20. Juli 2010           |
| Wohngebäude                                    | Wohngebäude                                    | Mühlenstraße 33 Lage                                                               | Ehemaliges Schülerinnenwohnheim des Maria-Lenssen-Berufskollegs | 1931                                                                                   | M 060           | 24. September 1985      |
| Industriekomplex                               | Industriekomplex                               | Monforts Quartier 1, 16, 21–24, 31–33, 43, 44, 51, 55; Schwalmstraße 303, 305 Lage | Ehemalige Fabrikgebäude von A. Monforts Maschinenfabrik (heute: A. Monforts Textilmaschinen und Monforts CNC Werkzeugmaschinentechnik), seit 2013 in der Nachnutzung | 1897 (Eisengießerei), 1916 (Maschinenfabrik), Erweiterungsbauten in der Nachkriegszeit | M 061           | 16. November 2015       |
| Wohngeschäftshaus                              | Wohngeschäftshaus                              | Moosheide 113 Lage                                                                 | Siehe Moosheide 113 (Mönchengladbach) | 1890/91, 1900                                                                          | M 062           | 20. Juli 2010           |